# Saban Entertainment
Saban Entertainment (tillsammans med Saban International, som var verksamma utanför USA), var ett internationellt amerikanskt TV-produktionsbolag, bildat 1984 av musik och TV-producenterna Haim Saban och Shuki Levy som "Saban Productions", en amerikansk avdelning till "Saban International Paris" (numera SIP Animation).
Företaget blev känt för att importera, dubba, och ta in flera japanska serier som, Maple Town (...Stories), Noozles (Fushigi na Koala Blinky and Printy), Samurai Pizza Cats (Kyatto Ninden Teyande), Dragon Ball Z och de tre första Digimon-serierna till Nordamerika och den internationella marknaden för syndikering, inklusive både animerade och otecknade serier.
Saban var med i samskapandet av franska/amerikanska tecknade serier som Jean Chalopin för DIC Entertainment. Vissa av det tidiga 1980-talets samproduktioner var Camp Candy, Ulysses 31, Jayce and the Wheeled Warriors, och The Mysterious Cities of Gold (av vilka den tredje var en japansk samproduktion).
Saban är också kända för flera tokuadaptioner, inklusive Power Rangers (baserad på Super Sentai-serierna), Beetleborgs (baserad på Juukou B-Fighter), VR Troopers (med element från Metal Hero Series Uchuu Keiji Shaider, Jikuu Senshi Spielban och Choujinki Metalder), samt Masked Rider (en ursprunglig tolkning använder scener från japanska Kamen Rider Black RX).
Saban har också sått för musiken till flera TV-program, som Super Mario Bros. Super Show och Kommissarie Gadget.

## Historik

### Tidiga år
Saban Entertainment bildades 1984 som "Saban Productions". Den första logotypen bestod av en Saturnus-lik planet med ordet "Saban" på planetringarna. Dessutom fanns fem linjer under ordet "Productions". Flera år senare skapade man också "Saban International" (nu Disney-ABC International Television), för internationell distribution av serierna shows (notera: fastän namnet användes omväxlande med "Saban International Paris", var de tekniskt sett två olika enheter). 1988 bytte företaget namn till "Saban Entertainment".
1986 köpte Saban Productions rättigheterna för DIC Entertainments utländska bibliotek av barnprogram, och sålde sedan rättigheterna till Jean Chalopin. DIC krävde sedan Saban för skadestånd, och 1991 nådde DIC och Saban en överenskommelse.
1996 gick Fox Children's Productions samman med Saban Entertainment och bildade Fox Kids Worldwide.
Marvel utvecklade en animerad Captain America-serie med Saban Entertainment för Fox Kids Network, vilken var planerad att starta under sent 1998. Men då Marvel försattes i konkurs avbröts serien innan starten.

### Nytt namn
Den 23 juli 2001 meddelades att gruppen skulle säljas till The Walt Disney Company som en del av Fox Family Worldwide (senare ABC Family Worldwide Inc.) av Haim Saban och News Corporation, och den 24 oktober 2001, var försäljningen genomförd och gruppen bytte namn till BVS Entertainment. Saban Entertainments sista producerade var Power Rangers Time Force, medan förproduktionen av Power Rangers Wild Force börjat.

## Lista över TV-serier och filmer